# Guillermo López (activista)
Guillermo de Jesús López es un dirigente político y abogado venezolano que se ha desempeñado como el coordinador regional del partido Somos Trujillo (Vente Venezuela) en el estado Trujillo. El 23 de enero de 2024 fue detenido por funcionarios de seguridad. Tras ser sometido a una desaparición forzada por 27 días, se conoció que fue recluido en El Helicoide.

## Desaparición
Después del triunfo de María Corina Machado en las primarias de octubre de 2023, en enero de 2024 el gobierno desató su furia en la persecución de líderes que apoyan a Machado, el 19 de enero Maduro acusó de magnicidio a la oposición y de planificar acciones violentas y pidió la activación del plan «Furia Bolivariana». El 22 de enero el fiscal William Saab denunció la detención de 32 personas sin dar nombres y de cinco supuestos planes de magnicidio entre ellos el más reciente denominado Brazalete Blanco del que se sabe muy poco.
López es abogado de profesión y se ha desempeñado como el director del comando de campaña de María Corina Machado, la candidata presidencial opositora de Vente Venezuela, en el estado Trujillo. El 23 de enero de 2024 fue detenido por funcionarios de seguridad y actualmente se desconoce su paradero. El mismo día también fueron detenidos los coordinadores regionales del partido Juan Freites y Luis Camacaro, coordinadores de los estados la Guaira Yaracuy respectivamente.
Vente Venezuela ha rechazado las acusaciones contra los dirigentes y ha exigido su liberación inmediata.María Corina Machado ha considerado que la detención de los coordinadores es una violación del Acuerdo de Barbados, firmado en 2023 entre la oposición y el gobierno. Su equipo de defensa ha enviado las correspondientes comunicaciones a organismos internacionales como las Naciones Unidas, la Organización de Estados Americanos y la Comisión Interamericana de Derechos Humanos, pidiendo que se investigue la situación. El 31 de enero, los abogados defensores de los coordinadores presentaron un escrito ante la Defensoría del Pueblo, solicitando “que se defiendan los derechos constitucionales y procesales de estas personas”. El 16 de febrero sus abogados defensores denunciaron que para entonces los dirigentes tenían 25 días sin que se conociera su lugar de reclusión.Los abogados y familiares han visitado varios centros de detención, sin conocer donde se encuentran los coordinadores. Tras ser sometido a una desaparición forzada por 27 días, se conoció que fue recluido en El Helicoide.